# 塩釜魚市場駅
塩釜魚市場駅（しおがまぎょしじょうえき）は、宮城県塩竈市新浜町にあった日本国有鉄道（国鉄）塩釜線の駅（貨物駅、廃駅）である。地方卸売市場塩竈市魚市場構内にあった市場駅である。

## 歴史
- 1965年（昭和40年）10月1日：塩釜港 - 当駅間の貨物支線開業に伴い設置。貨物のみ取り扱い[1]。
- 1974年（昭和49年）10月1日：荷物取り扱い開始[1]。
- 1976年（昭和51年）10月1日：荷物取り扱い廃止[1]。
- 1978年（昭和53年）12月1日：貨物支線廃止により廃駅となる[1]。

## 隣の駅
日本国有鉄道
塩釜線（貨物支線）
塩釜港駅 - （貨）塩釜魚市場駅

## 周辺
- 塩釜港
- 東北造船（現・東北ドック鉄工・東北重機工事）
  - 当駅と専用線で接続していた[2]。